# Ягодная (Владимирская область)
Ягодная — упразднённая деревня в Александровском районе Владимирской области России.

## География
Урочище находится в северо-западной части области, в зоне хвойно-широколиственных лесов, на расстоянии примерно 25 километров (по прямой) к северо-востоку от города Александрова, административного центра района. Абсолютная высота — 210 метров над уровнем моря.

### Климат
Климат характеризуется как умеренно континентальный, с умеренно тёплым летом, холодной зимой, короткой весной и облачной, часто дождливой осенью. Среднегодовая температура воздуха — +3,4 °C. Годовое количество атмосферных осадков — 549 миллиметров, из которых большая часть выпадает в тёплый период.

## История
В «Списке населенных мест Владимирской губернии по сведениям 1859 года» населённый пункт упомянут как деревня Погорелка Александровского уезда, расположенная при колодцах, в 27 верстах от уездного города. В деревне насчитывалось 16 дворов и проживало 103 человека (39 мужчин и 64 женщины).
По состоянию на 1905 год, в Погорелке имелся 21 двор и проживало 102 человека. В административном отношении деревня входила в состав Андревско-Годуновской волости.
В советское время входила в состав Годуновского сельсовета Александровского района (в период с 1941 до 1965 годы — в составе Струнинского района). В 1966 году переименована в Ягодную. Упразднена решением облисполкома № 382 от 15 апреля 1981 года как фактически не существующая.